# اگویار دو سوسا

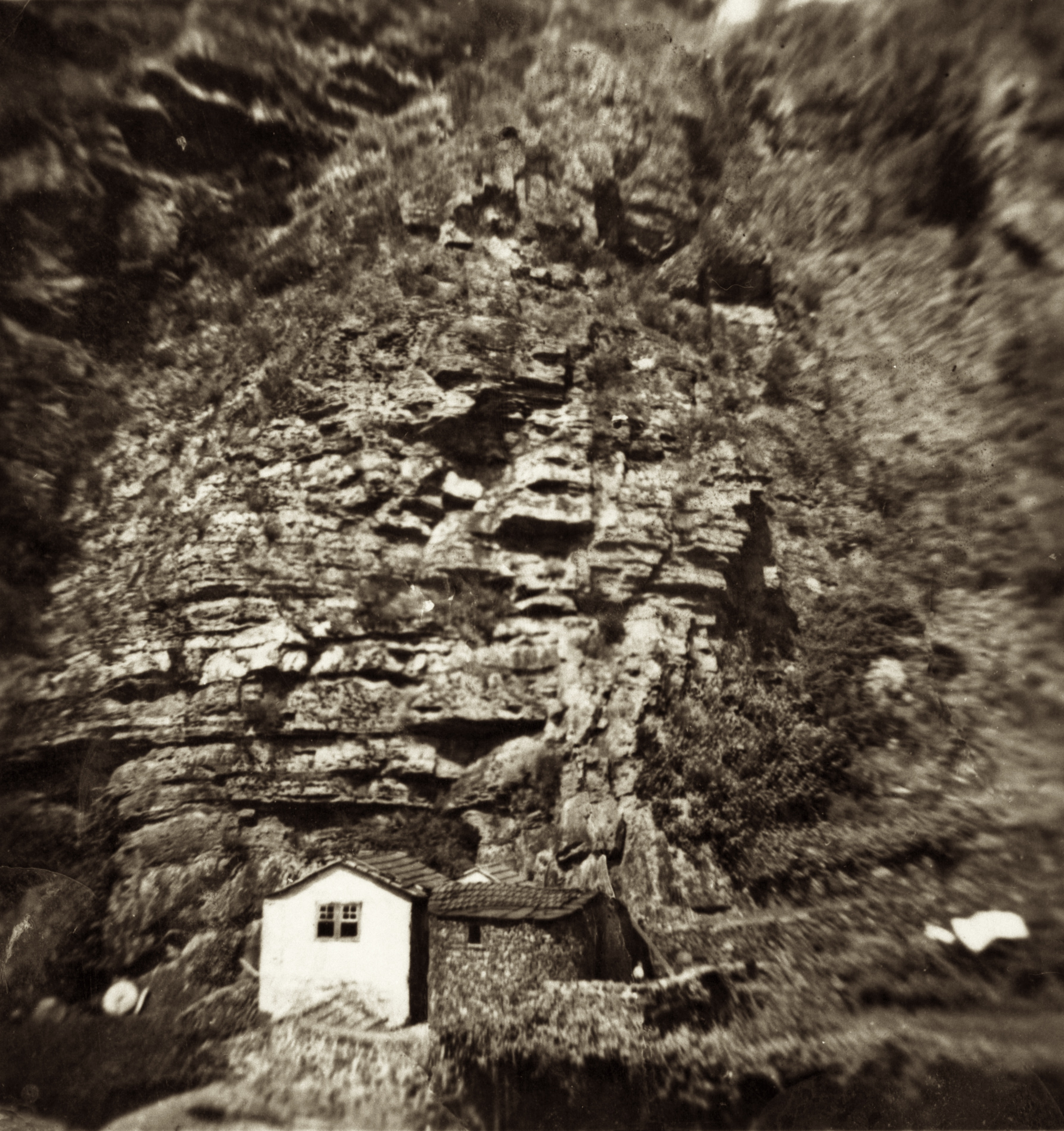

اگویار دو سوسا (به پرتغالی: Aguiar de Sousa) یک سکونتگاه مسکونی در پرتغال است که در پارادس واقع شده‌است.

## خصوصیات
اگویار دو سوسا ۱٬۶۰۰ نفر جمعیت دارد.